# Pontfaverger-Moronvilliers
Pontfaverger-Moronvilliers est une commune française, située dans le département de la Marne en région Grand Est.

## Géographie
Pontfaverger-Moronvilliers se situe à environ 20 km au nord-est de Reims. La commune s'étend du nord au sud, des Ardennes aux Monts de Champagne, qui dépassent les 250 m sur le territoire de Prosnes. À 191 m d'altitude, le Mont Saint-Médard domine le nord de la commune, marqué par la Côte des Monts. Pontfaverger est arrosée par la Suippe. L'ancien village de Moronvilliers se trouve à l'extrême sud du territoire pontfabricien.
|              | Aussonce                   | Vers La Neuville-en-Tourne-à-Fuy               |
| Selles       | Pontfaverger-Moronvilliers | Bétheniville                                   |
| Beine-Nauroy | Prosnes                    | Saint-Hilaire-le-Petit, Saint-Martin-l'Heureux |

### Hydrographie

#### Réseau hydrographique
La commune est dans la région hydrographique « la Seine du confluent de l'Oise (inclus) à l'embouchure » au sein du bassin Seine-Normandie. Elle est drainée par la Suippe,.
La Suippe, d'une longueur de 82 km, prend sa source dans la commune de Tailly et se jette  dans l'Aisne à Saint-Juvin, après avoir traversé 27 communes. Les caractéristiques hydrologiques de la Suippe sont données par la station hydrologique située sur la commune de Pontfaverger-Moronvilliers. Le débit moyen mensuel est de 2,81 m3/s. Le débit moyen journalier maximum est de 12,9 m3/s, atteint lors de la crue du 29 mars 2001. Le débit instantané maximal est quant à lui de 13 m3/s, atteint le même jour.

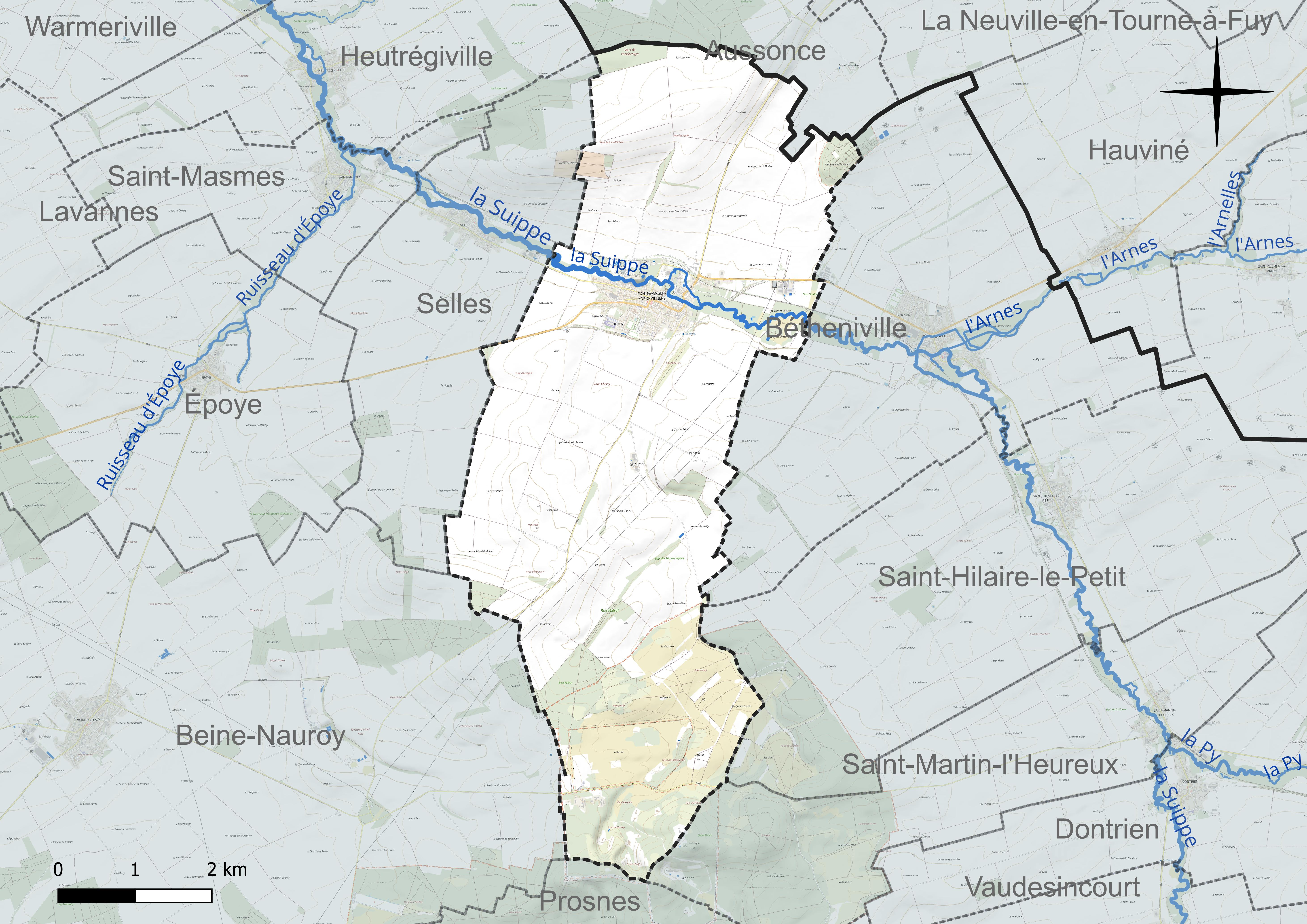
Réseau hydrographique de Pontfaverger-Moronvilliers.

#### Gestion et qualité des eaux
Le territoire communal est couvert par le schéma d'aménagement et de gestion des eaux (SAGE) « Aisne Vesle Suippe ». Ce document de planification, dont le territoire s’étend sur 3 096 km2 répartis sur trois départements (Aisne, Marne et Ardennes) et deux régions (Champagne-Ardenne et Picardie), a été approuvé le 16 décembre 2013. La structure porteuse de l'élaboration et de la mise en œuvre est le Syndicat d’aménagement des bassins Aisne Vesle Suippe (SIABAVES). 
La qualité des cours d’eau peut être consultée sur un site dédié géré par les agences de l’eau et l’Agence française pour la biodiversité. 

### Climat
Pour des articles plus généraux, voir Climat du Grand Est et Climat de la Marne.
En 2010, le climat de la commune est de type climat océanique dégradé des plaines du Centre et du Nord, selon une étude du Centre national de la recherche scientifique s'appuyant sur une série de données couvrant la période 1971-2000. En 2020, Météo-France publie une typologie des climats de la France métropolitaine dans laquelle la commune est exposée à un climat océanique altéré et est dans la région climatique  Nord-est du bassin Parisien, caractérisée par un ensoleillement médiocre, une pluviométrie moyenne régulièrement répartie au cours de l’année et un hiver froid (3 °C). 
Pour la période 1971-2000, la température annuelle moyenne est de 10,2 °C, avec une amplitude thermique annuelle de 15,6 °C. Le cumul annuel moyen de précipitations est de 702 mm, avec 11,4 jours de précipitations en janvier et 8,2 jours en juillet. Pour la période 1991-2020, la température moyenne annuelle observée sur la station météorologique de Météo-France la plus proche, « Cauroy », sur la commune de Cauroy à 12 km à vol d'oiseau, est de 10,8 °C et le cumul annuel moyen de précipitations est de 749,6 mm. 
La température maximale relevée sur cette station est de 42 °C, atteinte le 25 juillet 2019 ; la température minimale est de −16 °C, atteinte le 12 février 2012,,. 
Les paramètres climatiques de la commune ont été estimés pour le milieu du siècle (2041-2070) selon différents scénarios d'émission de gaz à effet de serre à partir des nouvelles projections climatiques de référence DRIAS-2020. Ils sont consultables sur un site dédié publié par Météo-France en novembre 2022.

## Urbanisme

### Typologie
Au 1er janvier 2024, Pontfaverger-Moronvilliers est catégorisée bourg rural, selon la nouvelle grille communale de densité à sept niveaux définie par l'Insee en 2022.
Elle est située hors unité urbaine. Par ailleurs la commune fait partie de l'aire d'attraction de Reims, dont elle est une commune de la couronne,. Cette aire, qui regroupe 294 communes, est catégorisée dans les aires de 200 000 à moins de 700 000 habitants,.

### Occupation des sols
L'occupation des sols de la commune, telle qu'elle ressort de la base de données européenne d’occupation biophysique des sols Corine Land Cover (CLC), est marquée par l'importance des territoires agricoles (73,5 % en 2018), une proportion sensiblement équivalente à celle de 1990 (73,2 %). La répartition détaillée en 2018 est la suivante : 
terres arables (71 %), milieux à végétation arbustive et/ou herbacée (14,1 %), forêts (6,7 %), zones urbanisées (3 %), zones industrielles ou commerciales et réseaux de communication (2,8 %), zones agricoles hétérogènes (1,4 %), prairies (0,6 %), cultures permanentes (0,5 %). L'évolution de l’occupation des sols de la commune et de ses infrastructures peut être observée sur les différentes représentations cartographiques du territoire : la carte de Cassini (XVIIIe siècle), la carte d'état-major (1820-1866) et les cartes ou photos aériennes de l'IGN pour la période actuelle (1950 à aujourd'hui).

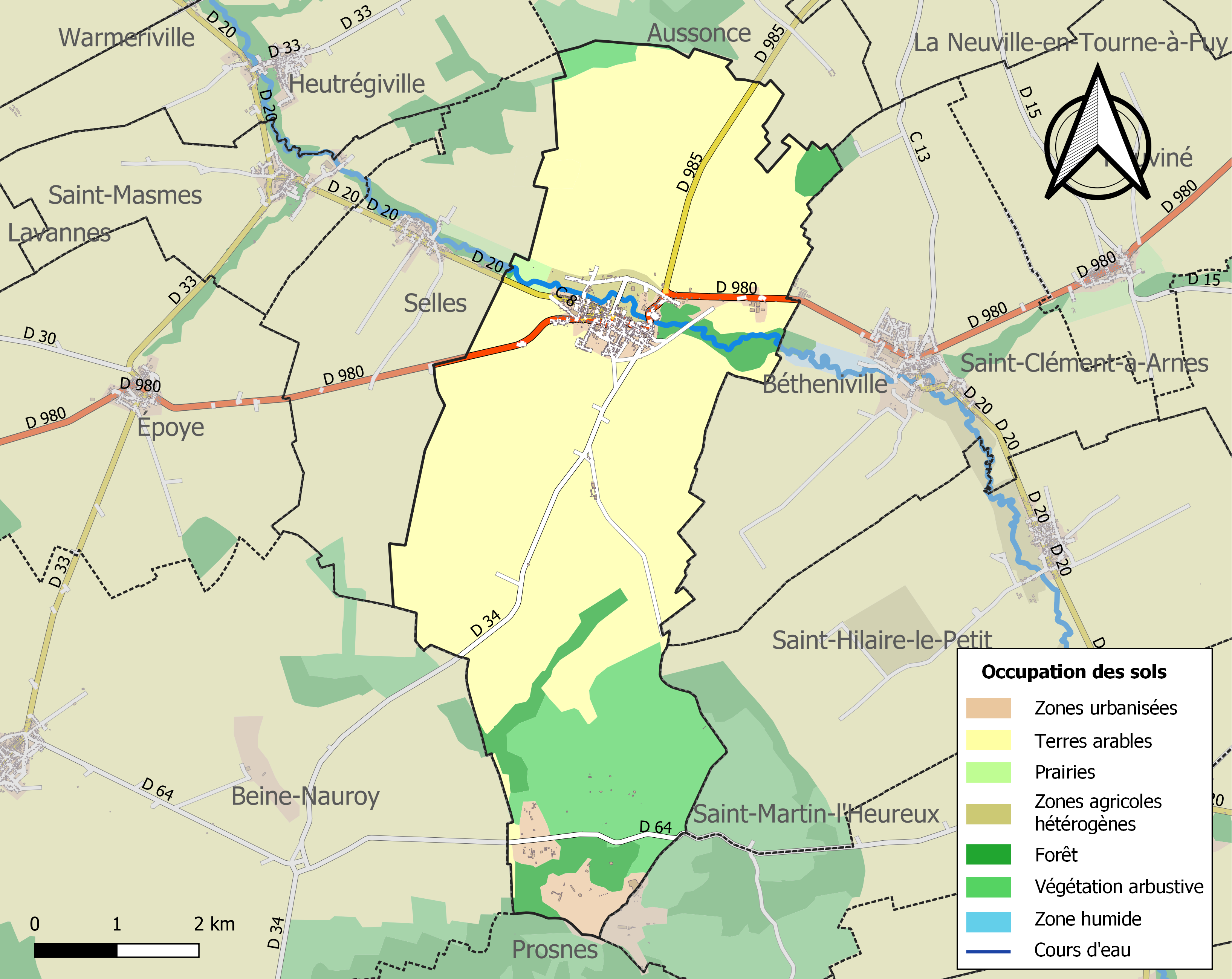
Carte des infrastructures et de l'occupation des sols de la commune en 2018 (CLC).

## Toponymie
Pontfaverger est attesté sous les formes Pons Fabricatus (commencement du XIe siècle) ; « Ecclesia Sancti Dionisii in Ponte Fabricato » (1100) ; Pont Fav[er]gier (1241) ; Ponfavergier (1261) ; Pontfavergier (1271) ; Pont-Favregier (1274) ; Pont-Favregié (1326) ; Pons-Favergier (1327) ; Pons Fabriacus (1346) ; Pontfavergiet (1357) ; Pons Favregerii (1735) ; Pont-Favergiés (1381) ; Pont Farvergier, Pont-à-Farvergier (1556) ; Pont-Favergé (1715) ; Pont-Favergères (1739) ; Pontfavergers (1741).

De l'oïl pont et l'adjectif favrechié « forgé » signifiant « pont ( en fer ) forgé ».
Moronvilliers est une ancienne commune française de la Marne supprimée en 1950. Symboliquement, son nom a été accolé à celui de la commune voisine de Pontfaverger (située à environ 4 km au nord de l'ancien village) pour former Pontfaverger-Moronvilliers.

Moronvilliers est attesté sous les formes Muronis Villare (1066) ; Moironviller (1200) ; Moirunviller (1221) ; Muyronviler (1231) ; Moronviller (1240) ; Morenviler (vers 1252) ; Muironviler (1254) ; Mouyronvillare (1303-1312) ; Moironvillers (1367) ; Moinronviller, Mouronviller, Mourronviller (1376) ; Morronvillers (1381) ; Mouironviller (1384) ; Mouronvillers (1573) ; Moronvilliers (1629) ; Moronvillers (1630) ; Mouronvillier (1655) ; Moronvilliers, détruit et en bois (1720).

La localité est située à une vingtaine de kilomètres de Reims. elle a donné son nom à un massif de sept plateaux constituant les "Monts de Champagne".

## Histoire

### Guerres mondiales
Moronvilliers est décorée de la Croix de guerre 1914-1918 le 20 septembre 1920 tandis que Pontfaverger la reçoit le 1er octobre. Moronvilliers avait été détruite lors de la Première Guerre mondiale. C'est ainsi qu'en 1950, la commune de Pontfaverger, dont le nom fut autrefois orthographié Pont Faverger, a absorbé une partie du territoire communal de la commune voisine de Moronvilliers, partagée avec Saint-Hilaire-le-Petit et Saint-Martin-l'Heureux et ajouta le nom de cette commune au sien.

### La zone rouge
C'est sur le site de Moronvilliers qu'est construit aujourd'hui un des centres les plus importants du CEA, abritant la machine Airix, pierre angulaire du programme de simulation de la défense nationale française. Après 50 années de tirs aériens et souterrains (Mururoa et Algérie) de l'arme nucléaire qui produit des matières classées hautement toxiques et cancérigènes que sont les produits de fission (Césium 137...), ce centre d'expérimentation nucléaire présente des traces de pollution mais ne dépassent pas les normes en vigueur suivant les analyses faites par l'exploitant (source Basol).
Le programme de simulation de la défense nationale étant aujourd'hui développé en étroite collaboration avec le Royaume-Uni, c'est vraisemblablement dans un souci d'économie que le gouvernement français a récemment[Quand ?] décidé de regrouper plusieurs installations du CEA afin d'en optimiser les opérations. C'est ainsi que les Pont-Fabriciens ont appris en 2010 que le centre atomique de Moronvilliers va finalement et progressivement déménager dans la région de Dijon, entre 2012 et 2016. Les associations de défense de l'environnement[Qui ?] se réjouissent  de cette décision mais affirment qu'en partant, le CEA laisse un terrain immense et contaminé, qu'il conviendra de réhabiliter correctement.

## Héraldique
| Blason de Pontfaverger-Moronvilliers | Blason  | D'azur au pont en dos d'âne de trois arches d'argent, maçonné de sable, posé sur une champagne de sinople chargée d'une gerbe de blé d'or, surmonté de deux fleurs de lys du même, au comble potencé et contre-potencé aussi d'argent. |
| Blason de Pontfaverger-Moronvilliers | Détails | Le statut officiel du blason reste à déterminer. |

## Politique et administration

### Liste des maires
| Période                                  | Période                      | Identité                                   | Étiquette | Qualité                                                     |
| ---------------------------------------- | ---------------------------- | ------------------------------------------ | --------- | ----------------------------------------------------------- |
| Les données manquantes sont à compléter. |                              |                                            |           |                                                             |
| 1858                                     | 1876                         | Hubert Alexandre Nouvion                   |           |                                                             |
| ?                                        | ?                            | Jean Louis Maurice "Félix" Thomas-Derevoge | ?         | Notaire Conseiller général et député de la Marne            |
| ?                                        | ?                            | Maurice Delsaux                            | ?         | ?                                                           |
| ?                                        | ?                            | Georges Bourgeois                          | ?         | ?                                                           |
| 1951                                     | 1995                         | Pierre Georges William Rodrigue            | DVG       | Enseignant Conseiller général de Beine-Nauroy (1967 → 1988) |
| 1995                                     | 2008                         | Gabriel Lhote                              |           |                                                             |
| 2008                                     | 2014                         | Francis Rannou                             | DVD       |                                                             |
| 2014                                     | En cours (au 4 juillet 2014) | Damien Girard                              |           |                                                             |

## Démographie
Les habitants de la commune sont les Pontfabriciens et Pontfabriciennes.

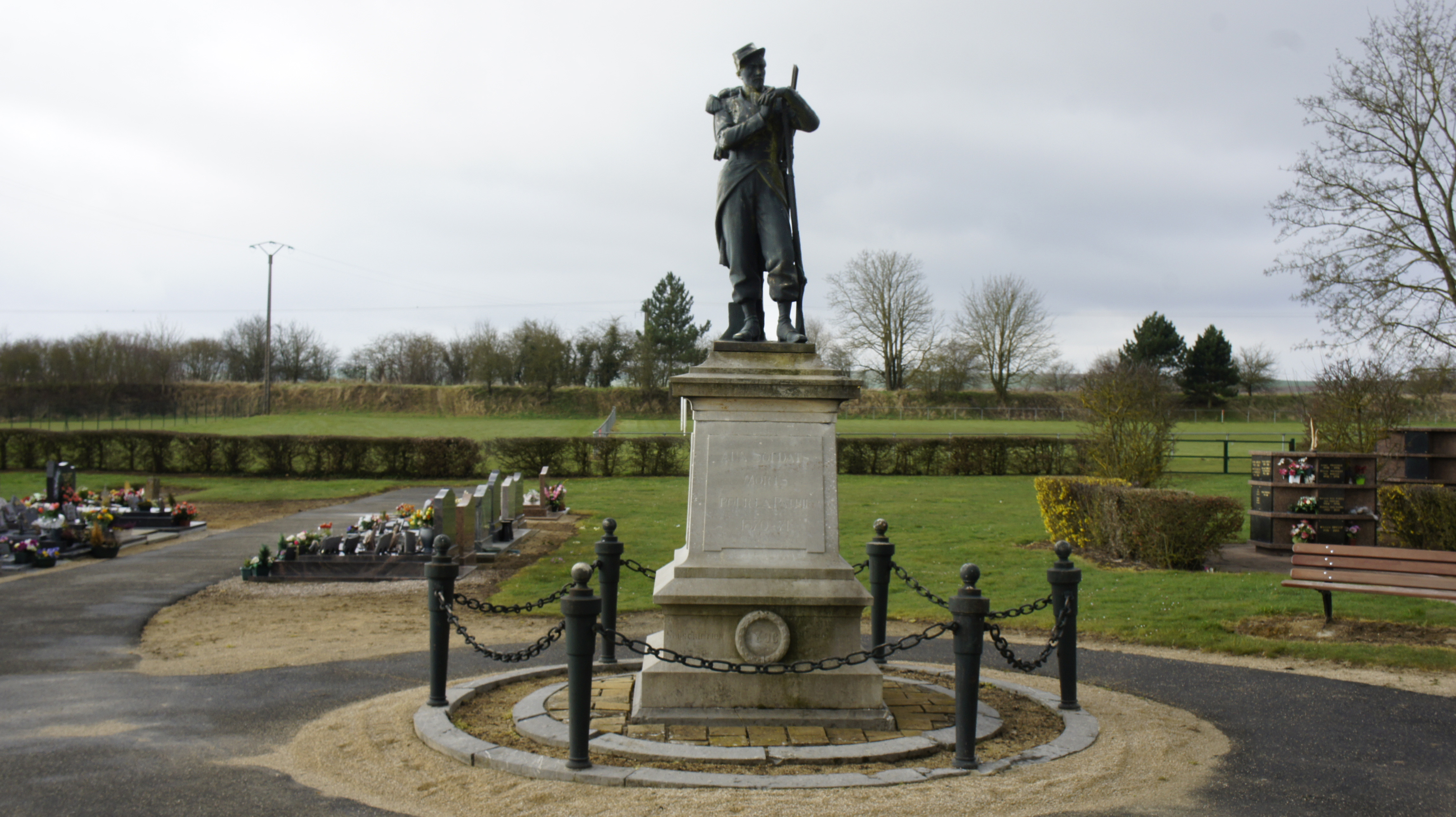
Monument à la Guerre de 1870.

L'évolution du nombre d'habitants est connue à travers les recensements de la population effectués dans la commune depuis 1793. Pour les communes de moins de 10 000 habitants, une enquête de recensement portant sur toute la population est réalisée tous les cinq ans, les populations de référence des années intermédiaires étant quant à elles estimées par interpolation ou extrapolation. Pour la commune, le premier recensement exhaustif entrant dans le cadre du nouveau dispositif a été réalisé en 2005.

En 2022, la commune comptait 1 738 habitants, en évolution de −0,63 % par rapport à 2016 (Marne : −1,19 %, France hors Mayotte : +2,11 %).
| 1793 | 1800 | 1806 | 1821  | 1831  | 1836  | 1841  | 1846  | 1851  |
| ---- | ---- | ---- | ----- | ----- | ----- | ----- | ----- | ----- |
| 860  | 905  | 938  | 1 092 | 1 505 | 1 483 | 1 519 | 1 708 | 1 781 |

| 1856  | 1861  | 1866  | 1872  | 1876  | 1881  | 1886  | 1891  | 1896  |
| ----- | ----- | ----- | ----- | ----- | ----- | ----- | ----- | ----- |
| 1 925 | 1 960 | 2 149 | 2 126 | 2 220 | 2 228 | 2 280 | 2 233 | 2 092 |

| 1901  | 1906  | 1911  | 1921 | 1926  | 1931  | 1936  | 1946  | 1954  |
| ----- | ----- | ----- | ---- | ----- | ----- | ----- | ----- | ----- |
| 1 910 | 1 696 | 1 651 | 784  | 1 215 | 1 252 | 1 077 | 1 012 | 1 097 |

| 1962  | 1968  | 1975  | 1982  | 1990  | 1999  | 2005  | 2006  | 2010  |
| ----- | ----- | ----- | ----- | ----- | ----- | ----- | ----- | ----- |
| 1 221 | 1 374 | 1 437 | 1 390 | 1 397 | 1 376 | 1 501 | 1 519 | 1 570 |

| 2015  | 2020  | 2022  | - | - | - | - | - | - |
| ----- | ----- | ----- | - | - | - | - | - | - |
| 1 743 | 1 739 | 1 738 | - | - | - | - | - | - |

## Économie
Au XIXe siècle, des usines de filature et tissage de laine sont construites le long de la Suippe. Parmi celles-ci on trouve l'usine Legros-Guimbert ou encore Garnier-Carnot. Toutes deux furent fortement endommagées ou détruites au cours de la Première Guerre mondiale. Reconstruites, elles prirent d'autres usages : la bonneterie ou la papeterie ; la première est aujourd'hui fermée,.

## Culture et patrimoine

### Lieux et monuments
- L'église Notre-Dame de Pontfaverger possède des fonts baptismaux du XVIe siècle classés monuments historiques[31], tout comme une statue de la Vierge qui provient de l'ancienne église Saint-Médard[32]. Les vitraux de l'église sont de Jacques Grüber datent de 1924-1925. Ils sont également classés[33]. Une autre statue de la Vierge ainsi qu'un tableau ont été quant à eux déclassé[34],[35], car disparus lors de la destruction des églises Saint-Brice et Saint-Médard lors de la Première Guerre mondiale.
- Un monument aux morts de la Guerre franco-prussienne.
- Un cimetière militaire allemand créé en 1915 pour accueillir les soldats tombés lors de la Première Guerre mondiale.
- Le monument aux morts de la Première Guerre mondiale est inauguré en 1925. Il est l'œuvre du sculpteur Visseaux. Il représente au pied d'une pyramide en pierre calcaire le corps d'un poilu mort en bronze[36].

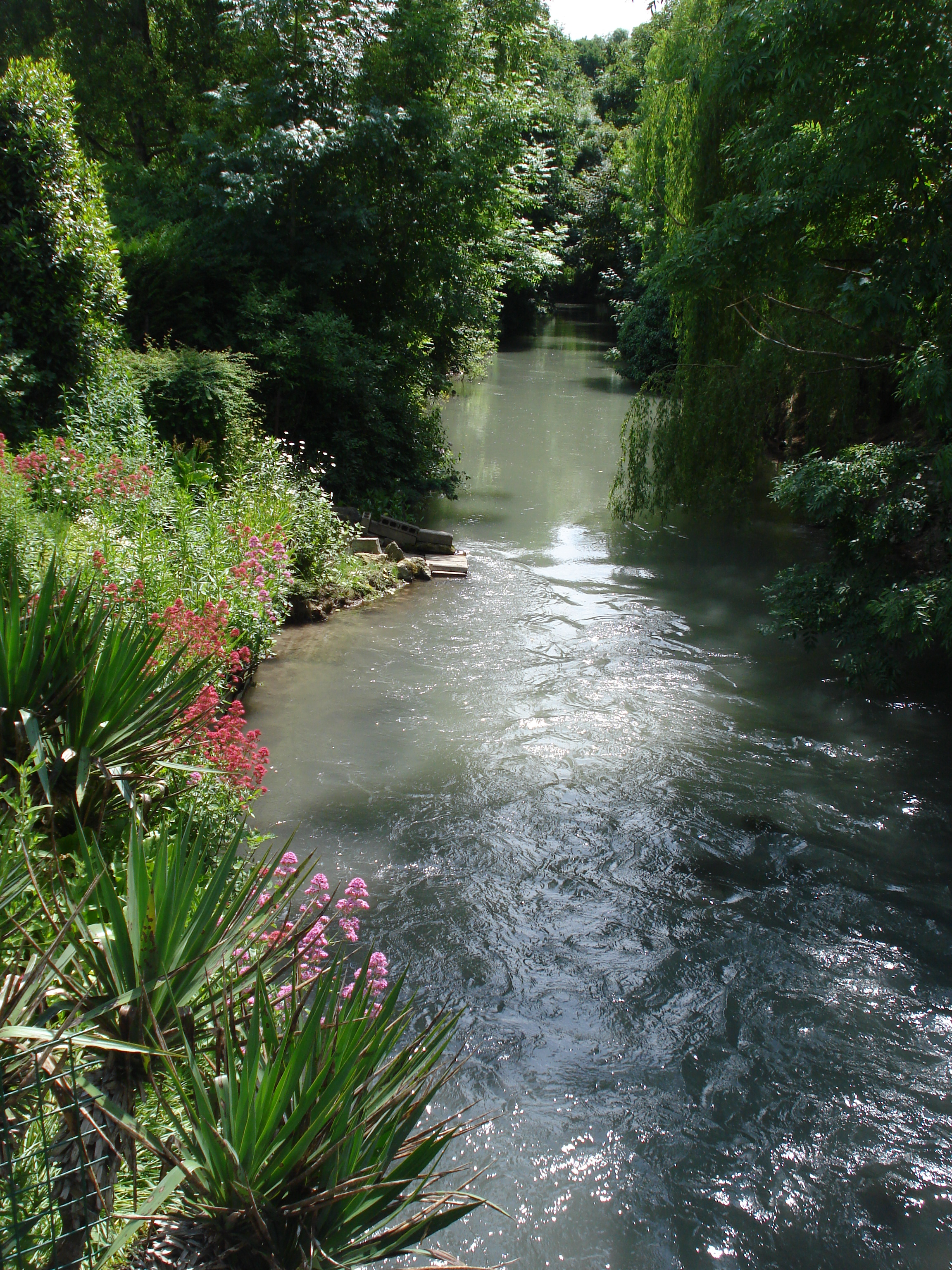
La Suippe à Pontfaverger-Moronvilliers.

### Personnalités liées à la commune
- Catherine Hessling, née à Moronvilliers le 22 juin 1900, modèle de Pierre-Auguste Renoir, et épouse de Jean Renoir[37].